# WWE Evolution
WWE Evolution là một sự kiện đấu vật chuyên nghiệp pay-per-view (PPV) và sự kiện WWE Network nữ sắp tới, được sản xuất bởi WWE cho các nhãn hiệu Raw, SmackDown, NXT, và NXT UK. Nó sẽ được tổ chức vào ngày 28 tháng 10 năm 2018, tại Nassau Veterans Memorial Coliseum, ở Uniondale, New York. Nó sẽ là giải đấu pay-per-view dành cho nữ đầu tiên trong lịch sử của WWE.
Tất cả các trận đấu vô địch nữ WWE sẽ được đấu trong sự kiện này. Nó cũng sẽ có trận chung kết của giải đấu Mae Young Classic 2018. Sự kiện đã được công bố vào ngày 23 tháng 7 năm 2018 của Raw.

## Sản xuất

### Bối cảnh
Vào ngày 23 tháng 7 năm 2018, Vince McMahon, Stephanie McMahon, và Triple H mở đầu Raw với việc công bố tạo ra Evolution, một giải đấu pay-per-view dành cho nữ. Hall of Famers Lita, Trish Stratus và Beth Phoenix dự kiện sẽ tham gia vào sự kiện.

### Cốt truyện
Bài viết sẽ bao gồm các kết quả phù hợp với cốt truyện theo kịch bản, với kết quả được xác định trước bởi WWE của các nhãn hiệu Raw, SmackDown, NXT, và NXT UK. Cốt truyện sẽ được sản xuất trên các chương trình truyền hình hàng tuần của Monday Night Raw, SmackDown Live, WWE NXT, và NXT UK.

## Trận đấu
| #                                                                   | Matches*                        | Thể loại                                         |
| ------------------------------------------------------------------- | ------------------------------- | ------------------------------------------------ |
| 1                                                                   | Alexa Bliss vs. Trish Stratus   | Trận đấu đơn                                     |
| 2                                                                   | Ronda Rouse (c) vs. Nikki Bella | Trận đấu WWE Raw Women's Championship            |
| 3                                                                   | TBA (c) vs. TBA                 | Trận đấu WWE SmackDown Women's Championship      |
| 4                                                                   | TBA (c) vs. TBA                 | Trận đấu NXT Women's Championship                |
| 5                                                                   | TBA vs. TBA                     | Trận đấu WWE United Kingdom Women's Championship |
| 6                                                                   | Toni Storm vs. Io Shirai        | Trận chung kết giải đấu Mae Young Classic 2018   |
| - (c) – chỉ người vô địch bước vào trận đấu *Card subject to change |                                 |                                                  |